# Unmu-do
Unmu-do (koreanska: 운무도) är en ö i Nordkorea.   Den ligger i provinsen Norra P'yŏngan, i den västra delen av landet, 70 km nordväst om huvudstaden Pyongyang. Arean är 0,53 kvadratkilometer.
Terrängen på Unmu-do är platt. Öns högsta punkt är 33 meter över havet. Den sträcker sig 1,1 kilometer i nord-sydlig riktning, och 0,9 kilometer i öst-västlig riktning.